# Russell Mulcahy
Russell Mulcahy (* 23. června 1953, Melbourne, Victoria) je australský filmový režisér a tvůrce videoklipů, známý snímky Highlander a Resident Evil: Zánik. Jeho styl je spojený s rychlým střihem, pohyblivými záběry a použitím výrazného barevného nasvětlení.

## Videoklipy
Ranou režisérskou fázi, během práce pro sydneyský Seven Network, zahájil tvorbou videoklipů australským umělcům jako byli Stylus, Marcia Hines, Hush a AC/DC.
Po přestěhování do Spojeného království v roce 1976 pokračoval v  tvorbě pro britské interprety včetně skupin XTC a The Buggles, jíž natočil klip Video Killed the Radio Star (1979), který 1. srpna 1981 zahájil vysílání MTV, první televizní hudební stanice na světě.
Od poloviny 80. let představoval jednoho z nejvyhledávanějších tvůrců hudebních videí ve světě. Tvořil klipy pro The Human League, The Tubes, Eltona Johna, Ultravox, Duran Duran, Spandau Ballet, Kim Carnesovou, Falca, Bonnie Tyler, Roda Stewarta, Billy Joela, The Motels, Supertramp a The Rolling Stones.

### Filmografie – videoklipy

#### The Buggles
- „Video Killed the Radio Star“ – zahájilo vysílání MTV

#### Duran Duran
- „Planet Earth“
- „My Own Way“
- „Lonely In Your Nightmare“
- „Hungry Like the Wolf“
- „Save A Prayer“
- „Rio“
- „Night Boat“
- „Is There Something I Should Know?“
- „The Reflex“
- „The Wild Boys“

#### Elton John
- „Breaking Down Barriers“
- „Carla/Etude/Fanfare“
- „Elton's Song“
- „Fascist Faces“
- „The Fox“
- „Heart in the Right Place“
- „Heels of the Wind“
- „Just Like Belgium“
- „Nobody Wins“
- „Chloe“
- „I'm Still Standing“ (dvě verze)
- „I Guess That's Why They Call It The Blues“
- „Sad Songs (Say So Much)“
- „Act of War“ (spolu s Millie Jacksonovou)
- „Wrap Her Up“
- „I Don't Wanna Go on with You Like That“
- „Town of Plenty“
- „A Word in Spanish“
- „The One“
- „Simple Life“

#### Další umělci
- Kim Carnes
  - „Bette Davis Eyes“, „Draw of the Cards“, „Say You Don't Know Me“ a „Voyeur“
- Spandau Ballet
  - „True“
- Bonnie Tyler
  - „Total Eclipse of the Heart“
- Ultravox
  - „Vienna“, „Passing Strangers“, „The Thin Wall“ a „The Voice“
- Billy Joel
  - „Allentown“, „She's Right On Time“, „Pressure“ a „A Matter of Trust“
- Queen
  - „A Kind Of Magic“ a „Princes of the Universe“
- The Rolling Stones
  - „One Hit (to the Body)“ a „Going To A Go-Go“
- Fleetwood Mac
  - „Gypsy a Oh Diane“
- Berlin
  - „Sex (I'm A...)“
- Icehouse
  - „Street Cafe“ a „Hey, Little Girl“
- The Vapors
  - „Turning Japanese“

K dalším umělcům, se kterými spolupracoval, patří Taylor Dayne, Rod Stewart, Def Leppard, Boy George, Kenny Loggins, Arcadia, Falco, Go West, Cliff Richard, Fleetwood Mac, Supertramp, The Motels, Talk Talk, The Stranglers, 10cc, The Human League, XTC a AC/DC.

## Režijní filmografie
- Derek and Clive Get the Horn (1979)
- Kanec (1984) [4]
- Arena (1985)
- Highlander (1986)
- Highlander 2: Síla kouzla (1991)
- Ricochet: Odražená střela (1991)
- Modrý led (1992)
- Riskantní plán (1993)
- Muž stínu (1994)
- Pohyblivý terč (1996)
- Tale of the Mummy (1998)
- Vraždy podle Jidáše (1999)
- Na břehu (2000, televizní film)
- Queer as Folk (2000, seriál), pilotní díl a několik dalších v první sezóně
- Ztracený prapor (2001, televizní film)
- Plavat proti proudu (2003)
- Tajuplný ostrov (2005, televizní film)
- Prokletí hrobky faraona Tutanchamona (2006, televizní film)
- Resident Evil: Zánik (2007)[5]
- Vražedná chůva (2007, televizní film)
- Král Škorpión: Vzestup Říše (2008)
- Cesta do pekel (2009)
- Modlitby za Bobbyho (2009)
- Zen in the Art of Slaying Vampires (2009)
- The Courier (2010)
- Bait 3D (2011)[6]
- Teen Wolf (2011)[7]
- Immortal 2 (2018)